# (9731) 1982 JD1
(9731) 1982 JD1 (1982 JD1, 1993 JC) — астероїд головного поясу, відкритий 15 травня 1982 року.
Тіссеранів параметр щодо Юпітера — 3,503.